# Il complotto contro l'America (miniserie televisiva)
Il complotto contro l'America (The Plot Against America) è una miniserie televisiva statunitense del 2020, tratta dall'omonimo romanzo fantapolitico del 2004 di Philip Roth. 
La miniserie ha debuttato sul canale via cavo HBO il 16 marzo 2020. In Italia l'intera miniserie è stata resa disponibile il 24 luglio 2020 su Sky Box Sets e in streaming su Now e trasmessa il giorno stesso su Sky Atlantic; in chiaro in tre prime serate su Rai 3 dal 14 al 28 gennaio 2022.

## Trama
La famiglia ebrea dei Levin è testimone della crescente ascesa al potere dell'aviatore Charles Lindbergh, che trasforma gli Stati Uniti d'America in un paese fascista ed alleato con i nazisti. Il piccolo Philip sarà testimone, suo malgrado, dei violenti cambiamenti politici e sociali che ne derivano.

## Puntate
| nº | Titolo originale | Prima TV USA   | Pubblicazione Italia |
| -- | ---------------- | -------------- | -------------------- |
| 1  | Part 1           | 16 marzo 2020  | 24 luglio 2020       |
| 2  | Part 2           | 23 marzo 2020  | 24 luglio 2020       |
| 3  | Part 3           | 30 marzo 2020  | 24 luglio 2020       |
| 4  | Part 4           | 6 aprile 2020  | 24 luglio 2020       |
| 5  | Part 5           | 13 aprile 2020 | 24 luglio 2020       |
| 6  | Part 6           | 20 aprile 2020 | 24 luglio 2020       |

## Personaggi e interpreti

### Principali
- Evelyn Finkel, interpretata da Winona Ryder, doppiata da Giuppy Izzo.
- Alvin Levin, interpretato da Anthony Boyle, doppiato da Manuel Meli.
- Elizabeth "Bess" Levin, interpretata da Zoe Kazan, doppiata da Domitilla D'Amico.
- Herman Levin, interpretato da Morgan Spector, doppiato da Gianfranco Miranda.
- Shepsie Tirchwell, interpretato da Michael Kostroff, doppiato da Franco Mannella.
- Monty Levin, interpretato da David Krumholtz, doppiato da Francesco De Francesco.
- Philip Levin, interpretato da Azhy Robertson, doppiato da Valeriano Corini.
- Sandy Levin, interpretato da Caleb Malis, doppiato da Giulio Bartolomei.
- Seldon Wishnow, interpretato da Jacob Laval, doppiato da Alberto Vannini.
- Rabbino Lionel Bengelsdorf, interpretato da John Turturro, doppiato da Pasquale Anselmo.

### Ricorrenti
- Charles Lindbergh, interpretato da Ben Cole, doppiato da Francesco Venditti.
- Anne Morrow Lindbergh, interpretata da Caroline Kaplan, doppiata da Francesca Manicone.
- Walter Winchell, interpretato da Billy Carter, doppiato da Valerio Sacco.
- Henry Ford, interpretato da Ed Moran, doppiato da Paolo Maria Scalondro.
- Burton K. Wheeler, interpretato da Daniel O'Shea, doppiato da Roberto Fidecaro.
- Joachim von Ribbentrop, interpretato da Orest Ludwig, doppiato da Marco Barbato.
- Selma Wishnow, interpretata da Kristen Sieh, doppiata da Micaela Incitti.
- Don McCorkle, interpretato da Lee Tergesen, doppiato da Saverio Indrio.
- Earl Axman, interpretato da Graydon Yosowitz, doppiato da Stefano Thermes.
- Shushy Margulis, interpretato da Steven Maier, doppiato da Francesco Falco.

## Produzione
L'8 novembre 2018 il network HBO ha annunciato di aver ordinato una miniserie di sei episodi basata sul romanzo di Philip Roth Il complotto contro l'America (The Plot Against America), ideata da David Simon e Ed Burns, che figurano anche come produttori esecutivi.
Le società di produzione coinvolte nella serie includono Annapurna Pictures e Blown Deadline Productions. Nell'aprile 2019, Winona Ryder, Zoe Kazan, Morgan Spector, John Turturro, Anthony Boyle, Azhy Robertson e Caleb Malis si sono uniti al cast della miniserie.
Le riprese si sono svolte a maggio 2019 a Jersey City e a giugno si sono spostate a Newark. Successivamente le riprese hanno avuto luogo anche a Baltimora, New York e Washington.